# Беј Порт (Мичиген)
Беј Порт (енгл. Bay Port) насељено је место без административног статуса у америчкој савезној држави Мичиген.

## Демографија
По попису из 2010. године број становника је 477.
| Група             | 2000.    | 2010.       |
| Белци             | 0 (0,0%) | 463 (97,1%) |
| Афроамериканци    | 0 (0,0%) | 2 (0,4%)    |
| Азијати           | 0 (0,0%) | 2 (0,4%)    |
| Хиспаноамериканци | 0 (0,0%) | 9 (1,9%)    |
| Укупно            | 0        | 477         |